# Eastcotts
Eastcotts var en civil parish 1866–2019 när det uppgick Cotton End och Shortstown, i kommunen Borough of Bedford i Storbritannien. Det ligger i grevskapet Bedfordshire och riksdelen England, i den sydöstra delen av landet, 70 km norr om huvudstaden London. Civil parish hade 3 239 invånare år 2011.